# Chet McNabb
Chester Derald "Chet" McNabb (nacido el 19 de septiembre de 1920 y fallecido el 14 de junio de 1990) fue un jugador de baloncesto estadounidense que disputó dos partidos en la BAA. Con 1,88 metros de estatura, jugaba en la posición de alero.

## Trayectoria deportiva

### Universidad
Jugó durante tres temporadas con los Sun Devils de la Universidad Estatal de Arizona, siendo el primer jugador de dicha institución en llegar a jugar en la BAA o la NBA. En 1942 fue incluido en el mejor quinteto de desaparecida Border Conference.

### Profesional
En 1947 fichó por los Baltimore Bullets, que esa temporada habían accedido a la BAA, con los que disputó únicamente dos partidos, en los que no llegó a anotar.

## Estadísticas de su carrera en la BAA

### Temporada regular
| Temporada | Edad | Equipo            | Liga | Pos. | P | TIT | MIN | TC  | TCA | %TC  | 3P | 3PA | %3P | TL  | TLA | %TL | R.OF. | R.DEF. | REB | ASIS | ROB | TAP | PER | FP  | PTS |
| 1947-48   | 27   | Baltimore Bullets | BAA  |      | 2 |     |     | 0.0 | 0.5 | .000 |    |     |     | 0.0 | 0.0 |     |       |        |     | 0.0  |     |     |     | 0.5 | 0.0 |
| Total     |      |                   | BAA  |      | 2 |     |     | 0.0 | 0.5 | .000 |    |     |     | 0.0 | 0.0 |     |       |        |     | 0.0  |     |     |     | 0.5 | 0.0 |